# Haikouichthys

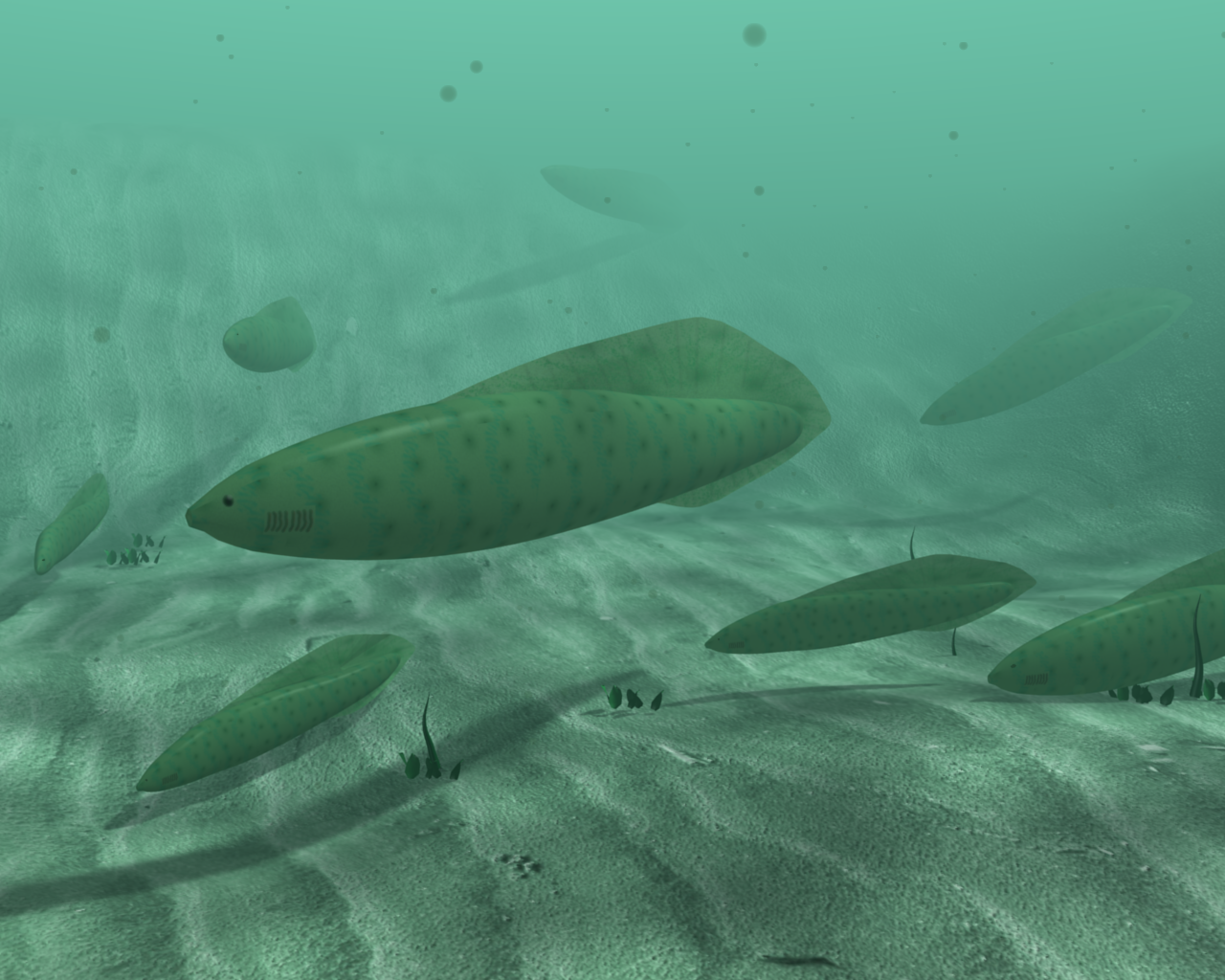
Ricostruzione di Haikouichthys

L'Haikouichthys ercaicunensis era un piccolo animale simile ad un pesce che visse in Cina durante il Cambriano, poco più di 500 milioni di anni fa.

## Descrizione
Le analisi cladistiche indicano che questo piccolo essere era un antico membro degli agnati (un parente o un antenato dell'odierna lampreda) oppure forse già un pesce primitivo, il più antico del gruppo.
Lungo circa 3 cm e piatto come il Myllokunmingia, altro pesce primitivo, è stato trovato, come dice lo stesso nome, a Ercaicun presso Haikou (prefettura di Kunming, Yunnan, Cina).
La sua testa aveva dalle sei alle più probabili nove branchie e possedeva probabilmente una notocorda. Era munito di pinne ventrali e caudali, anche se quest'ultima è scomparsa dai fossili. Non ci sono segni di mineralizzazione sugli scheletri.

## L'Haikouichthys nei media
L'Haikouichthys compare in L'impero dei mostri - La vita prima dei dinosauri, mentre infastidisce insieme ad altri suoi simili un Anomalocaris ferito.